# Liste der Vögte des Stiftes Essen
Die Aufgaben der Vögte des Stifts Essen wandelten sich in der über neunhundertjährigen Geschichte des Stifts stark.

## Geschichte
Die Vogtei war, wie bei vielen Stiften und Klöstern, für die jeweiligen Amtsinhaber eine wichtige Einkommensquelle und bot zudem die Gelegenheit, Einfluss auf das Stift auszuüben. Es ist davon auszugehen, dass die ersten Vögte des Stifts aus der Gründerfamilie um Altfried stammten. Nachdem diese ausgestorben war, fiel das Stift möglicherweise an das Bistum Hildesheim, bevor es die Reichsunmittelbarkeit erlangte. In der ersten Zeit der Reichsunmittelbarkeit war der König zugleich Stiftsvogt, dieser bediente sich meist örtlicher Adeliger als Untervögte. Aufgrund dessen gab es zeitweilig mehrere Essener Vögte gleichzeitig, Ezzo war beispielsweise nur Vogt über Teile des Stiftsgebiets. Im 11. Jahrhundert erscheinen dann die Grafen von Werl als Essener Vögte. Seit 1164 fiel das Amt an die Grafen von Altena. Nach der Isenberger Fehde fiel das Vogtsamt 1225 an die Erzbischöfe von Köln. Es gelang den Äbtissinnen Berta von Arnsberg und Beatrix von Holte die Wahl König Rudolf I. zum Vogt durchzusetzen. Geschwächt durch die Schlacht von Worringen im Jahr 1288 gelang es den Äbtissinnen für längere Zeit die Vogtei zu einem Wahlamt zu machen. Dies war eine Voraussetzung dafür, dass die Äbtissinnen ihre landesherrlichen Rechte ausbauen konnten. Erst im Zuge des „dritten Äbtissinnenstreits“ im Jahr 1495 konnte Herzog Johann II. von Kleve die Erblichkeit des Amtes durchsetzen. Von den Herzögen von Kleve fiel die Vogtei 1609/1648 an Brandenburg beziehungsweise Preußen.

## Liste der Vögte seit dem 12. Jahrhundert
Vögte des Stiftes Essen waren nacheinander die Herrscher der Häuser:
Haus Berg (?–1160; Erbteilung Haus Berg)
- die Grafen von Berg

Haus Berg-Altena (1161–1180; 1180 Erbteilung Haus Berg-Altena)
- 1161–1180 Eberhard I. von Berg-Altena

Haus Altena-Isenberg (1180–1225; 1225 Einziehung der Isenbergschen Rechte nach dem Mord an Reichsverweser und Erzbischof Engelbert I. von Köln, Graf von Berg)
- 1180–1209 Arnold von Altena
- 1209–1225 Friedrich von Isenberg

Als Reichslehen fiel die Vogtei zurück an das Reich, Nachfolger Friedrichs wurde der Reichsministeriale und Burgvogt von Aachen Arnold von Gymnich. Später gelangte die Vogtei an die Erzbischöfe von Köln.
Erzbischöfe von Köln (1238–1274)
- 1238–1261 Konrad I. von Hochstaden
- 1261–1274 Engelbert II. von Falkenburg

Die Essener Äbtissin Berta von Arnsberg machte nach dem Tod Engelberts vom Recht des Stifts auf freie Vogtwahl Gebrauch, um König Rudolf von Habsburg die Vogtei anzutragen. Dieser vergab die Untervogt zunächst an den Erzbischof von Köln, später fiel die Untervogtei an das Haus Mark.
Haus von der Mark (ab 1288–1609)
Grafen von der Mark
- 1288–1308 Eberhard II.
- 1308–1328 Engelbert II.
- 1328–1347 Adolf II.
- 1347–1391 Engelbert III.
- 1391–1394 Adolf III.
- 1394–1398 Dietrich

Grafen von Kleve-Mark (ab 1417 Herzöge von Kleve und Grafen von der Mark, und ab 1445 Herren von Lippstadt als Kondominat mit Edelherren zur Lippe)
- 1398–1448 Adolf IV. (Erbstreit mit Gerhard bis 1437, Vogteirecht: Unklar ob durch ihn oder Gerhard wahrgenommen)
- 1437–1461 Gerhard, Graf von der Mark zu Hamm
- 1448–1481 Johann I. (Folgt 1448 seinem Vater Adolf IV und erhält 1461 volle Rechte über die Mark zurück. Spätestens ab 1461 dann auch Vogt in Essen)
- 1481–1521 Johann II., der Fromme

Herzöge der Vereinigten Herzogtümer Jülich-Kleve-Berg, Grafen von der Mark und Ravensberg, Herren von Ravenstein und Lippstadt als Kondominat mit den Edelherren zur Lippe
- 1511–1539 Johann III., der Friedfertige
- 1539–1592 Wilhelm V., der Reiche (1438–1443 auch Herzog von Geldern)
- 1592–1609 Johann Wilhelm, der Gute (stirbt Kinderlos und Geistig umnachtet)

Haus Hohenzollern: (ab 1609/1648–1803: Kurfürst des HRR, Markgrafen von Brandenburg, Herzöge von Kleve, Grafen von der Mark und Ravensberg, Herren von Lippstadt als Kondominat mit den Edelherren zur Lippe)
- 1609–1619 Johann Sigismund;
- 1619–1640 Georg Wilhelm
- 1640–1688 Friedrich Wilhelm, genannt der Große Kurfürst
- 1688–1713 Friedrich I. ab 1701 König in Preußen
- 1713–1740 Friedrich Wilhelm I., genannt der Soldatenkönig
- 1740–1786 Friedrich II. ab 1772 König von Preußen, genannt Friedrich der Große oder der Alte Fritz
- 1786–1797 Friedrich Wilhelm II., genannt der dicke Lüderjahn (Bedeutung: „Taugenichts“)
- 1797–1840 Friedrich Wilhelm III., letzter Vogt, 1803 Säkularisation des Stifts und Eingliederung in Preußen